# 이충재
이충재(李忠在, 1955년 ~ , 경기 연천)는 대한민국의 공무원이다. 1980년 건설부 주사보(7급)로 공직을 시작하였고, 제8대 행정중심복합도시건설청장을 지냈다.

## 학력
- 용문고등학교 졸업
- 한국방송통신대학교 행정학 학사
- 인하대학교 대학원 경제학 석사
- 단국대학교 대학원 도시계획 및 부동산학 박사

## 경력
- 1980년: 7급 공무원 공채 시험 합격
- 2006.03: 건설교통부 부동산평가팀장
- 2007.07: 건설교통부 토지관리팀장
- 2008.03: 국토해양부 부동산산업과장
- 2008.11: 국토해양부 동서남해안권발전기획단 기획과장
- 2009.03: 국토해양부 국민임대주택건설기획단장
- 2009.04: 국토해양부 공공주택건설추진단장
- 2010.09: 서울지방국토관리청장
- 2011.12 ~ 2013.03: 제5대 행정중심복합도시건설청 차장
- 2013.03 ~ 2017.07: 제8대 행정중심복합도시건설청장
- 2019.03: 한국공간정보총연합회 회장
- 2022.06 ~ : 제9대 한국건설산업연구원 원장

## 수상
- 1986년: 건설부장관표창
- 2004년: 근정포장

| 전임 송기섭 | 제5대 행정중심복합도시건설청 차장 2011년 12월 27일 ~ 2013년 3월 18일 | 후임 홍형표 |

| 전임 이재홍 | 제8대 행정중심복합도시건설청장 2013년 3월 18일 ~ 2017년 7월 11일 | 후임 이원재 |